# Sender Blauen

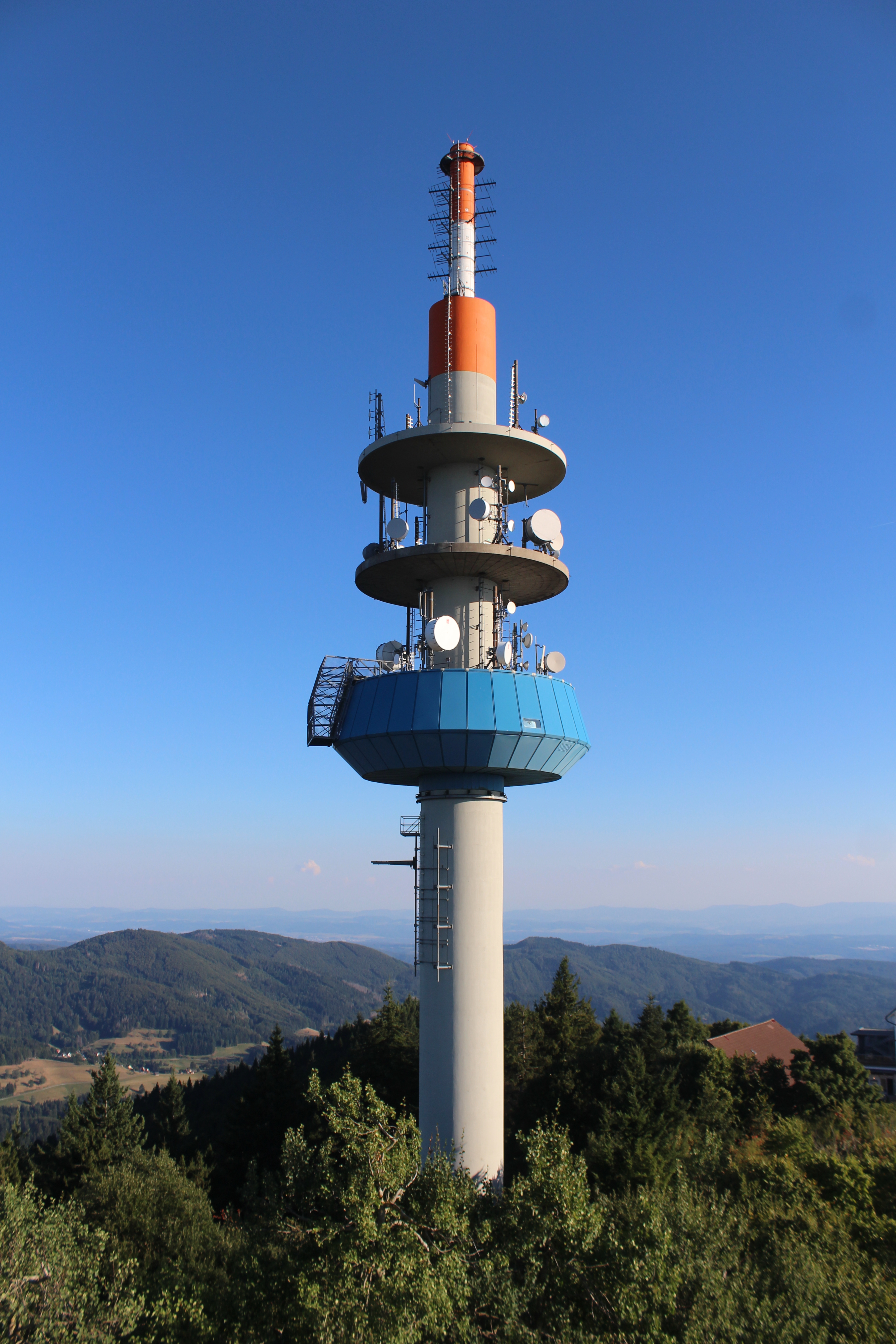
Sendeturm mit neuer Antenne

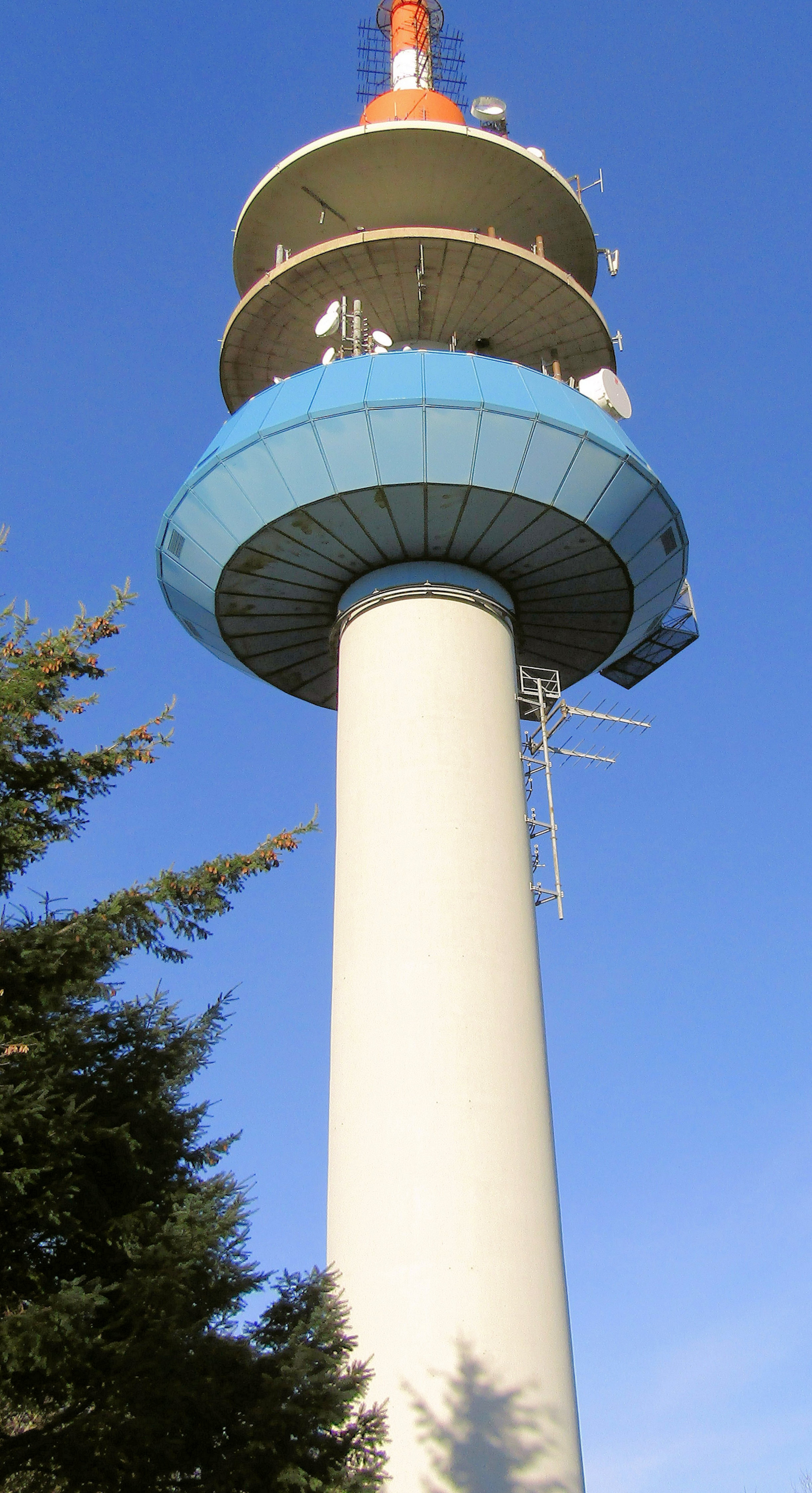
Südansicht

Der Sender Blauen (auch: Fernmeldeturm Blauen) auf dem Blauen (auch Hochblauen) ist ein 1985 errichteter, zunächst 96,5 Meter hoher Fernmelde- bzw. Funkturm der Deutschen Funkturm GmbH für Hörfunk und Richtfunk in Stahlbetonbauweise (Typenturm 14, FMT 14). Gegen den Bau gab es Proteste, die immerhin eine Höhenreduzierung erreichen konnten: Geplant waren ursprünglich 120 Meter Höhe.
Der Turm ist der Öffentlichkeit nicht zugänglich.
Der installierte Sender versorgt hauptsächlich das südliche Oberrheintal sowie weite Teile der Landkreise Breisgau-Hochschwarzwald, Lörrach und Emmendingen. Aber auch in der Nordwestschweiz sind die Blauen-Frequenzen noch gut zu empfangen. Bis Ende der 1980er Jahre waren die damaligen SWF-Programme auch noch bis weit hinter den westlich hinter der Rheinebene gelegenen Vogesen zu hören. Aufgrund internationaler Vereinbarungen auch mit Frankreich musste die Leistung des Senders in Richtung Westen aber auf ein Mindestmaß reduziert werden.
Bis Ende 2016 war dort auch noch das Amateurfunkrelais DB0YE untergebracht, dann zog es unter dem neuen Rufzeichen DB0DB auf das Dach des benachbarten Berghotels um.
Anfang 2020 wurde dem Betreiber der Rückbau der 18 Meter hohen GFK-Spitze genehmigt, da nach seiner Aussage UKW-Antennen kostengünstiger zu betreiben seien, wenn diese tiefer hingen.

## Bau

### Kosten
Die Baukosten beliefen sich auf 4,7 Millionen Deutsche Mark (DM), die Kosten für die technischen Anlagen betrugen 12 Mio. D-Mark; davon gingen DM 52.000 an den Landschaftsschutz bezahlt, DM 40.000 erhielt der Schwarzwaldverein. Die Hangbefestigung wurde „sehr aufwendig und somit kostspielig“ ausgelegt, um die Außenanlage besser in das Gesamtbild des Berges zu integrieren.

### Aussichtsplattform
Ursprünglich sollte auch eine Aussichtsplattform errichtet werden als Ersatz für den örtlichen, 1895 erbauten Aussichtsturm des Schwarzwaldvereins – mit einem Zutrittsgeld von damals 50 Pfennig. Mit einer Plattform erhoffte man sich – vor allem der Schwarzwaldverein – eine größere Akzeptanz in der Bevölkerung, auch sollte sie eine touristische Attraktion werden.
Nach langen und hartnäckigen Verhandlungen einigten sich der Schwarzwaldverein und die Deutsche Bundespost auf eine „finanziell befriedigende Formel“: Der neue Funkturm sollte keine Aussichtsplattform mehr bekommen zugunsten des Erhalts des alten Stahlturms mit weiterer Einnahmemöglichkeit für den Schwarzwaldverein; Ende Juli 1983 berichtete die örtliche Presse: „Nutznießer des gewaltigen Bauwerks in einer bereits von saurem Regen und vom Waldsterben bedrohten Höhenzone werden laut Oberpostdirektion nicht nur die privaten Fernsehteilnehmer sein, die mit besserem Empfang rechnen dürfen.“

### Protest
Beim Protest gegen den Bau des Funkturms ging es vor allem gegen dessen geplante Größe und die damit verbundenen Eingriffe in Natur und Landschaft. Vertreter der regionalen Umweltschutzorganisation AGUS („Arbeitsgemeinschaft Umweltschutz Markgräflerland e. V.“) befürchteten weiterhin, dass das Hochblauen-Gipfelplateau durch einen Zaun abgeriegelt würde; ein Lehrer und Landschaftsschützer aus Malsburg-Marzell beklagte den Verlust wertvolle Kultur- und Naturlandschaft und bezweifelte den Richtfunk-Bedarf: Im August 1981 übergab die AGUS 2.100 Unterschriften an das Regierungspräsidium Freiburg – von Bewohnern umliegender Gemeinden, aber auch von Kreis- und Gemeinderäten der Grünen sowie AGUS-Mitgliedern. Der amtierende Regierungspräsident Norbert Nothhelfer (CDU) gab zu, dass der geplante Richtfunkturm keine Zierde sei – andrerseits sei er unerlässlich für eine bessere elektronische Kommunikation und mit der Reduzierung der Turmhöhe auf 95 Meter sei nun ein Kompromiss gefunden worden.

### Anschlag
Am Morgen des 4. September 1983 ragte der 42 Meter lange Ausleger des zum Bau des Funkturms errichteten Turmkrans nicht mehr horizontal in die Luft, sondern hing senkrecht am Gittermast des aus seinem Gleisbett gehebelten Baukrans – Ein Staatsanwalt bezeichnete dies als „Sabotageakt von einmaliger Raffinesse“: Der Kran der Baufirma Dreßler aus Rastatt war zerstört und nach ersten Schätzungen ein Sachschaden von über einer Million Mark entstanden; die Bauarbeiten verzögerten sich um zwei Wochen.

## Frequenzen und Programme

### Analoges Radio (UKW)
Beim Antennendiagramm sind im Falle gerichteter Strahlung die Hauptstrahlrichtungen in Grad angegeben. In UKW werden folgende Programme ausgestrahlt:
| Frequenz (MHz) | Programm         | RDS PS   | RDS PI                | Regionalisierung     | ERP (kW) | Antennen- diagramm rund (ND) / gerichtet (D) | Polarisation horizontal (H) / vertikal (V) |
| -------------- | ---------------- | -------- | --------------------- | -------------------- | -------- | -------------------------------------------- | ------------------------------------------ |
| 89,2           | SWR1             | SWR1_BW_ | D301                  | –                    | 8,4      | D (340°-200°)                                | H                                          |
| 92,6           | SWR Kultur       | SWR_Kult | D3A2                  | Baden-Württemberg    | 8,4      | D (340°-200°)                                | H                                          |
| 97,0           | SWR3             | __SWR3__ | D3A3                  | Baden/Kurpfalz       | 8,4      | D (340°-200°)                                | H                                          |
| 101,1          | Radio Regenbogen | REGNBOGN | D608 (regional), D308 | Freiburg im Breisgau | 8,4      | D (340°-200°)                                | H                                          |
| 105,1          | Deutschlandfunk  | __DLF___ | D210                  | –                    | 10       | D (340°-200°)                                | H                                          |
| 106,0          | baden.fm         | baden.fm | 1702                  | –                    | 8,4      | D (340°-200°)                                | H                                          |

### Digitales Radio (DAB+)
Am 19. Januar 2016 wurde der DAB-Multiplex auf Kanal 8D mit den Programmen des SWR aufgeschaltet.
| Block                       | Programme (Datendienste) | ERP (kW) | Antennen- diagramm rund (ND), gerichtet (D) | Polarisation horizontal (H)/ vertikal (V) | Gleichwellennetz (SFN) |
| --------------------------- | --- | -------- | ------------------------------------------- | ----------------------------------------- | --- |
| 5C DRDeutschland (D__00188) | DAB+ Block der Media Broadcast: - Absolut relax (72 kbps) - Dlf (104 kbps) - Dlf Kultur (112 kbps) - Dlf Nova (104 kbps) - DRadio DokDeb (48 kbps) - Energy Digital (72 kbps) - ERF Plus (64 kbps) - Klassik Radio (72 kbps) - Radio Bob (72 kbps) - Radio Horeb (48 kbps) - Radio Schlagerparadies (64 kbps) - Schwarzwaldradio (64 kbps) - sunshine live (72 kbps) - DRadio Daten (32 kbps Daten) - EPG Deutschland (16 kbps Daten) - TPEG (16 kbps Daten) - TPEG_MM (16 kbps Daten) | 5        | D (0–120°, 150–210°)                        | V                                         | - Baden-Württemberg: Aalen, Baden-Baden (Fremersberg), Bad Mergentheim, Blauen, Brandenkopf, Donaueschingen, Feldberg im Schwarzwald, Freiburg (Vogtsburg-Totenkopf), Geislingen (Oberböhringen), Großerlach (Hohe Brach), Heidelberg (Königstuhl), Heilbronn (Schweinsberg), Hochrhein (Rickenbach), Hornisgrinde, Pforzheim (Schömberg-Langenbrand), Raichberg, Ravensburg (Höchsten), Reutlingen, Stuttgart (Frauenkopf), Ulm (Kuhberg) - Bayern: Amberg (Hirschau), Aschaffenburg (Pfaffenberg), Augsburg (Hotelturm), Bad Tölz (Gaißach), Balderschwang, Bamberg (Geisberg), Büttelberg, Brotjacklriegel, Dillberg, Grünten, Herzogstand, Hochberg (Traunstein), Hoher Bogen, Inntal (Ebbs), Ingolstadt (Gelbelsee), Kreuzberg/Rhön, Landshut (Altdorf), München (Olympiaturm), Nennslingen (Büchelberg), Nürnberg, Oberammergau, Ochsenkopf, Passau, Pfänder, Pfaffenhofen, Pfarrkirchen, Pfronten, Regensburg (Hohe Linie), Unterringingen, Untersberg, Wendelstein (Bayrischzell), Würzburg (Frankenwarte) - Berlin: Berlin (Alexanderplatz), Berlin (Scholzplatz) - Brandenburg: Bad Belzig, Booßen, Brandenburg/Havel, Calau, Casekow, Cottbus, Eberswalde (geplant), Eisenhüttenstadt, Neuruppin (geplant), Petkus, Pritzwalk, Templin - Bremen: Bremen (Walle), Bremerhaven-Schiffdorf - Hamburg: Hamburg (Moorfleet), Hamburg (Heinrich-Hertz-Turm) - Hessen: Bad Hersfeld (Rimberg), Biedenkopf (Sackpfeife), Fulda (Hummelskopf), Frankfurt (Europaturm), Gelnhausen (Schnepfenkopf), Gießen (Dünsberg), Großer Feldberg, Hardberg, Hohe Wurzel, Hoher Meißner, Kassel (Habichtswald), Mainz-Kastel - Mecklenburg-Vorpommern: Garz (Rügen), Güstrow, Malchin, Neubrandenburg-Süd, Neustrelitz (geplant), Rostock (Toitenwinkel), Röbel, Schwerin (Zippendorf-Gr.Dreesch), Torgelow, Wismar/Rüggow, Züssow - Niedersachsen: Aurich-Popens, Braunschweig (Broitzem), Braunschweig (Drachenberg), Cuxhaven-Stadt, Dannenberg, Göttingen (Bovenden-Osterberg), Hannover (Telemax), Lingen, Lüneburg-Neu Wendhausen, Molbergen-Peheim, Osnabrück (Bramsche-Schleptruper Egge), Hildesheim (Sibbesse), Steinkimmen, Uelzen, Visselhövede, Wilhelmshaven - Nordrhein-Westfalen: Aachen (Karlshöhe), Bergneustadt-Wiedenest (R), Bielefeld (Hünenburg), Bonn (Venusberg), Dortmund (Florianturm), Düsseldorf (Rheinturm), Eggegebirge, Herscheid, Hochsauerland (Hunau), Hürtgenwald-Großhau, Köln (Colonius), Langenberg, Lügde-Rischenau (Köterberg), Meschede (geplant), Minden (Jakobsberg), Münster (Fernmeldeturm), Schöppingen, Siegen-Süd, Wesel - Rheinland-Pfalz: Bad Kreuznach (Schanzenkopf), Bad Marienberg (Westerwald), Bornberg, Daun (Eifel), Edenkoben (Kalmit), Heckenbach-Schöneberg (Ahrweiler), Haardtkopf (geplant), Idar-Oberstein, Kaiserslautern, Kettrichhof, Koblenz (Kühkopf), Schnee-Eifel (geplant), Trier (Petrisberg) - Saarland: Merzig-Merchingen, Saarbrücken (Schoksberg) - Sachsen: Chemnitz, Dresden, Geyer, Leipzig, Löbau, Neustadt, Niederschöna (geplant), Oschatz, Schöneck, Zwickau Ost - Sachsen-Anhalt: Brocken, Burg, Dequede, Petersberg, Pettstädt (Weißenfels), Schneidlingen, Wittenberg - Schleswig-Holstein: Bungsberg, Bredstedt, Flensburg, Garding, Heide, Helgoland, Hennstedt, Itzehoe, Kiel (Kronshagen), Lübeck (Stockelsdorf), Schleswig, Niebüll (Süderlügum), Westerland (Sylt) - Thüringen: Bleßberg (Sonneberg), Erfurt-Hochheim, Gera, Inselsberg, Jena (Oßmaritz), Kulpenberg, Lobenstein (Sieglitzberg), Saalfeld (Remda), Weimar (Ettersberg) |
| 8C Antenne DE (D__00361)    | DAB-Block von Antenne Deutschland: - 80s80s (72 kbps) - 90s90s (72 kbps) - Absolut Bella (72 kbps) - Absolut Germany (72 kbps) - Absolut Hot (72 kbps) - Absolut Oldie (72 kbps) - Absolut Top 2000er (72 kbps) - AIDAradio (72 kbps) - Ballermann Radio (72 kbps) - Beats Radio (72 kbps) - Brillux Radio (72 kbps) - Nostalgie (72 kbps) - Oldie Antenne (72 kbps) - RTL Radio (72 kbps) - Rock Antenne (72 kbps) - Toggo Radio (72 kbps)                                            | 5        | D                                           | V                                         | - Baden-Württemberg: Blauen, Donaueschingen, Freiburg (Vogtsburg-Totenkopf), Pfänder, Raichberg, Ravensburg (Höchsten) |
| 8D SWR BW S (D__00235)      | DAB+ Block des SWR SWR1 BW (112 kbps) - SWR Kultur (128 kbps) - SWR3 (Rheinland bis Bodensee) (112 kbps) - SWR4 FN (Studio Friedrichshafen) (112 kbps) - SWR4 FR (Südbaden) (112 kbps) - SWR4 S (Studio Stuttgart) (112 kbps) - SWR4 TU (Studio Tübingen) (112 kbps) - SWR4 UL (Studio Ulm) (112 kbps) - SWR Aktuell (72 kbps) - DASDING (112 kbps) - EPG (24 kbps) - TPEG (16 kbps)                                                                                                   | 4        | D (340–280°)                                | V                                         | Bad Urach (Hanner Felsen), Baiersbronn, Blauen, Brandenkopf, Bad Säckingen (Eggberg), Elzach Elztal, Eyachtal (Albstadt-Ebingen), Feldberg im Schwarzwald, Freiburg (Schönberg), Hornisgrinde, Raichberg, Reutlingen (Scheibengipfel), Riedlingen (Reifersberg), Schramberg, Rottweil (Deilingen), Schutterlindenberg, Sigmaringen (In der Talwiese), Ulm (Kuhberg), Villingen-Schwenningen (Marbach), Wannenberg, Witthoh |
| 11B OAS BW (D__00201)       | DAB+ Block der ON AIR support GmbH: Antenna BW (72 kbps) - Antenne 1 (72 kbps) - baden.fm (72 kbps) - bigFM (72 kbps) - Die Neue 107.7 (72 kbps) - die neue welle (72 kbps) - Energy Stuttgart (72 kbps) - Donau 3 FM (72 kbps) - egoFM (72 kbps) - Hitradio Ohr (72 kbps) - Radio 7 (72 kbps) - Radio Regenbogen (72 kbps) - Rock FM (72 kbps) - Das Neue Radio Seefunk (72 kbps) - Radio Teddy (72 kbps) - Radio Ton (72 kbps)                                                       | 8        | D (30–250°)                                 | V                                         | Aalen, Alpirsbach, Bad Mergentheim (Löffelstelzen), Bad Urach (Hanner Felsen), Baden-Baden (Merkur), Baiersbronn, Blauen, Brandenkopf, Donaueschingen, Freiburg (Schönberg), Forbach, Geislingen (Oberböhringen), Heidelberg (Königstuhl), Heilbronn (Schweinsberg), Hochrhein (Rickenbach), Hornisgrinde, Karlsruhe (Grünwettersbach), Blender, Kreuzwertheim, Lahr (Schutterlindenberg), Langenburg, Mudau, Pfänder, Langenbrand, Raichberg, Ravensburg (Höchsten), Reutlingen (Scheibengipfel), Schramberg/Sulgen-Süd, Stuttgart (Frauenkopf), Witthoh, Ulm (Kuhberg) |

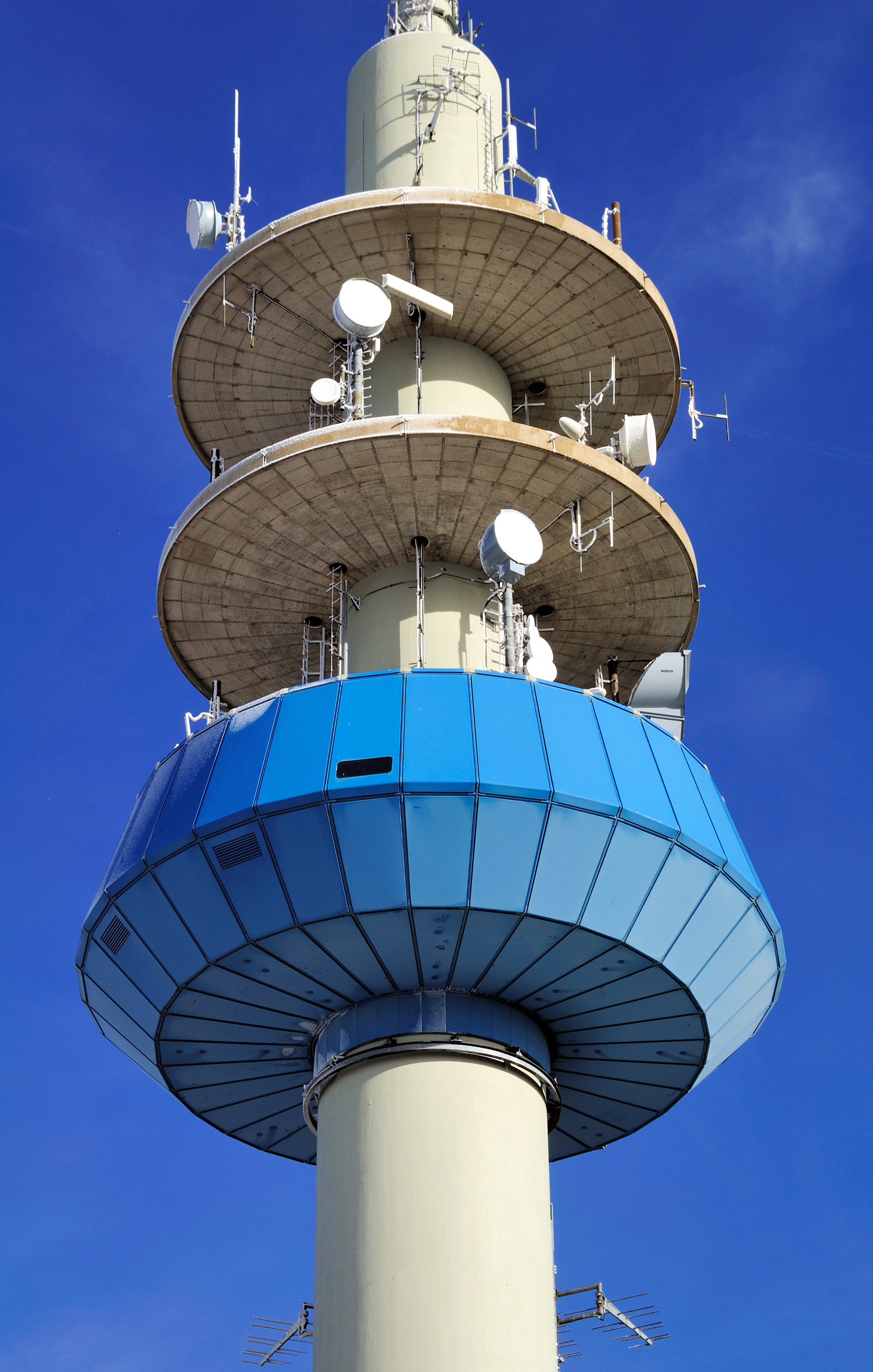
Antennen- plattformen
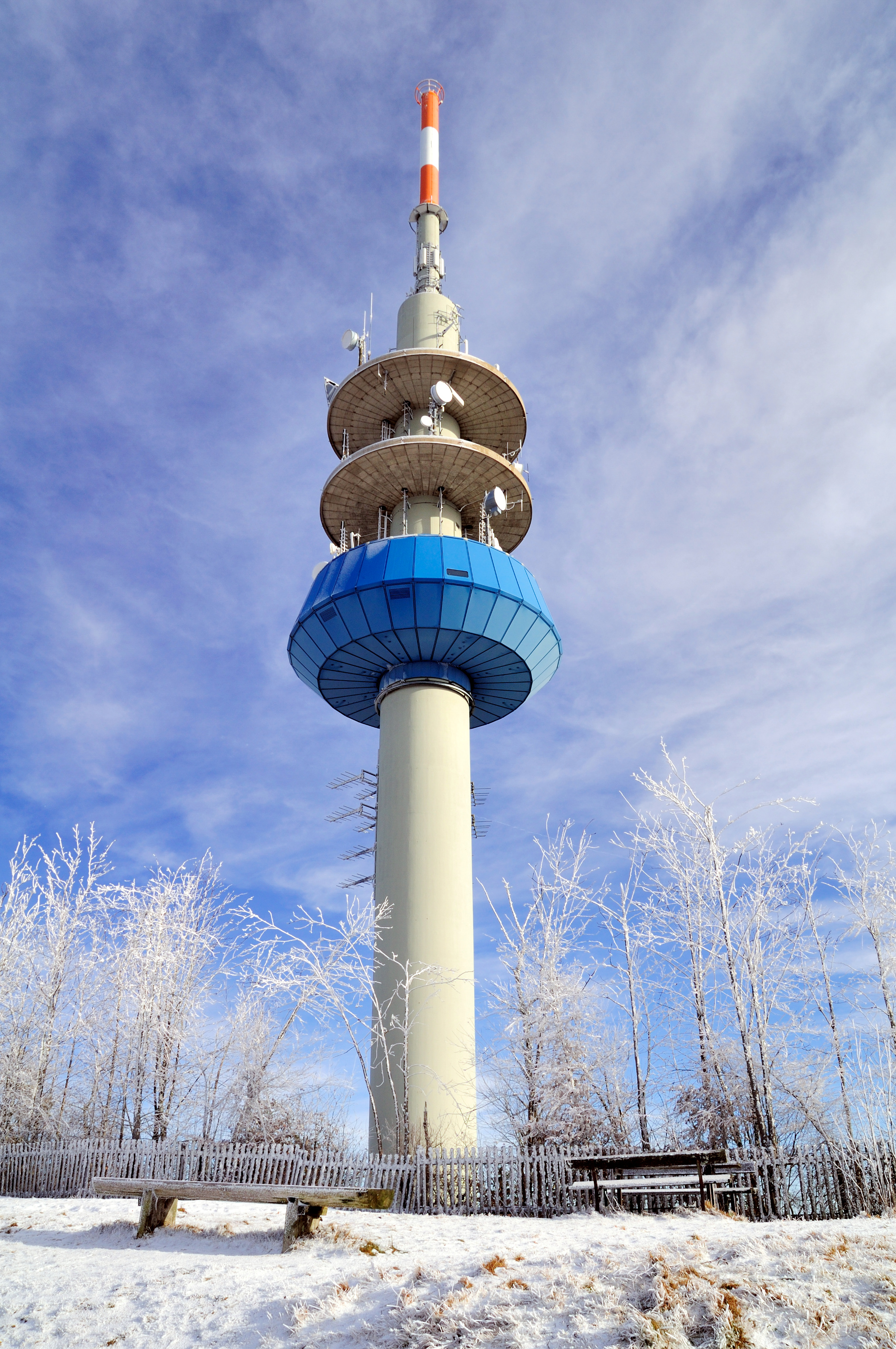
Im Winter
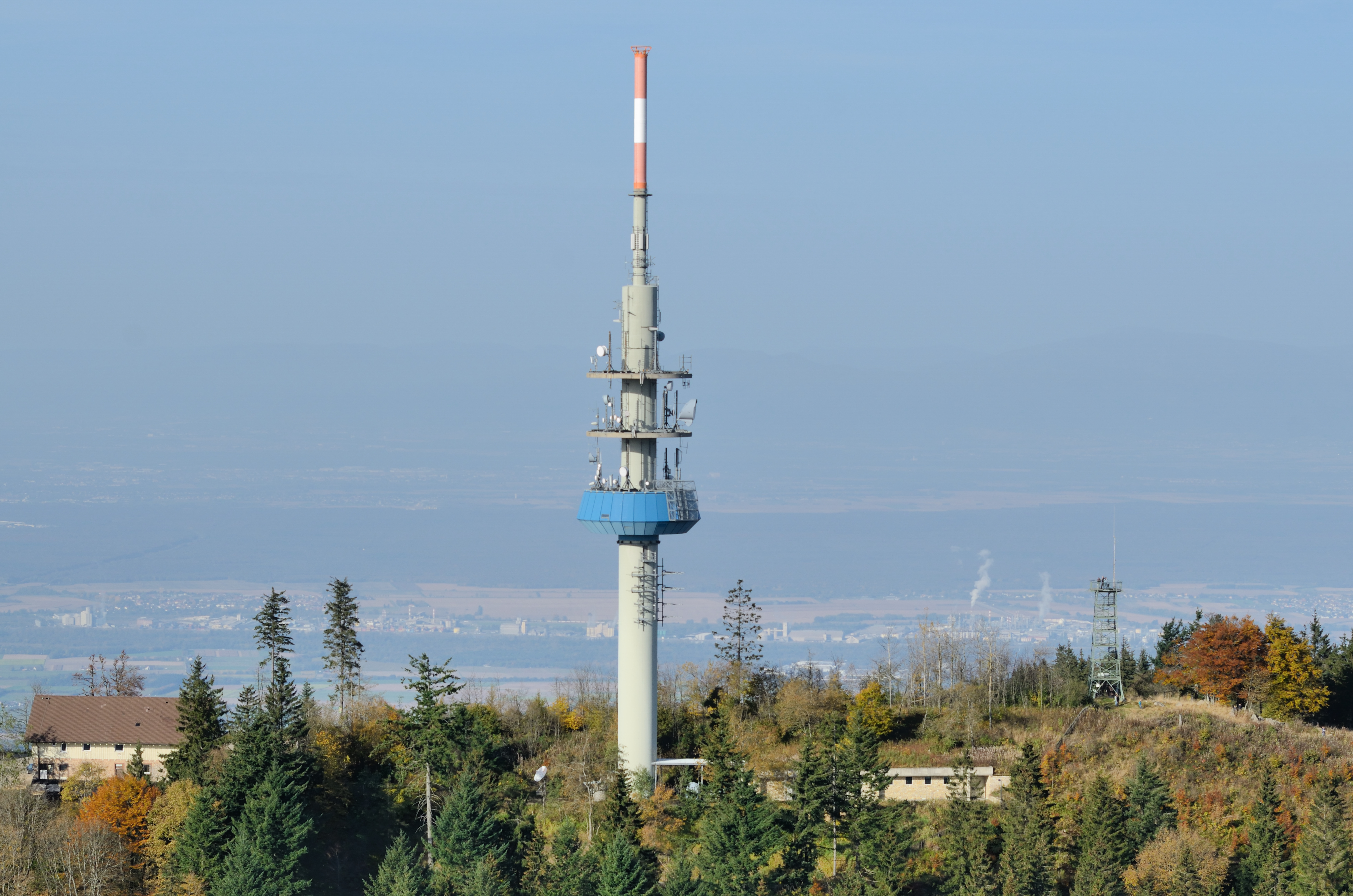
Luftbild
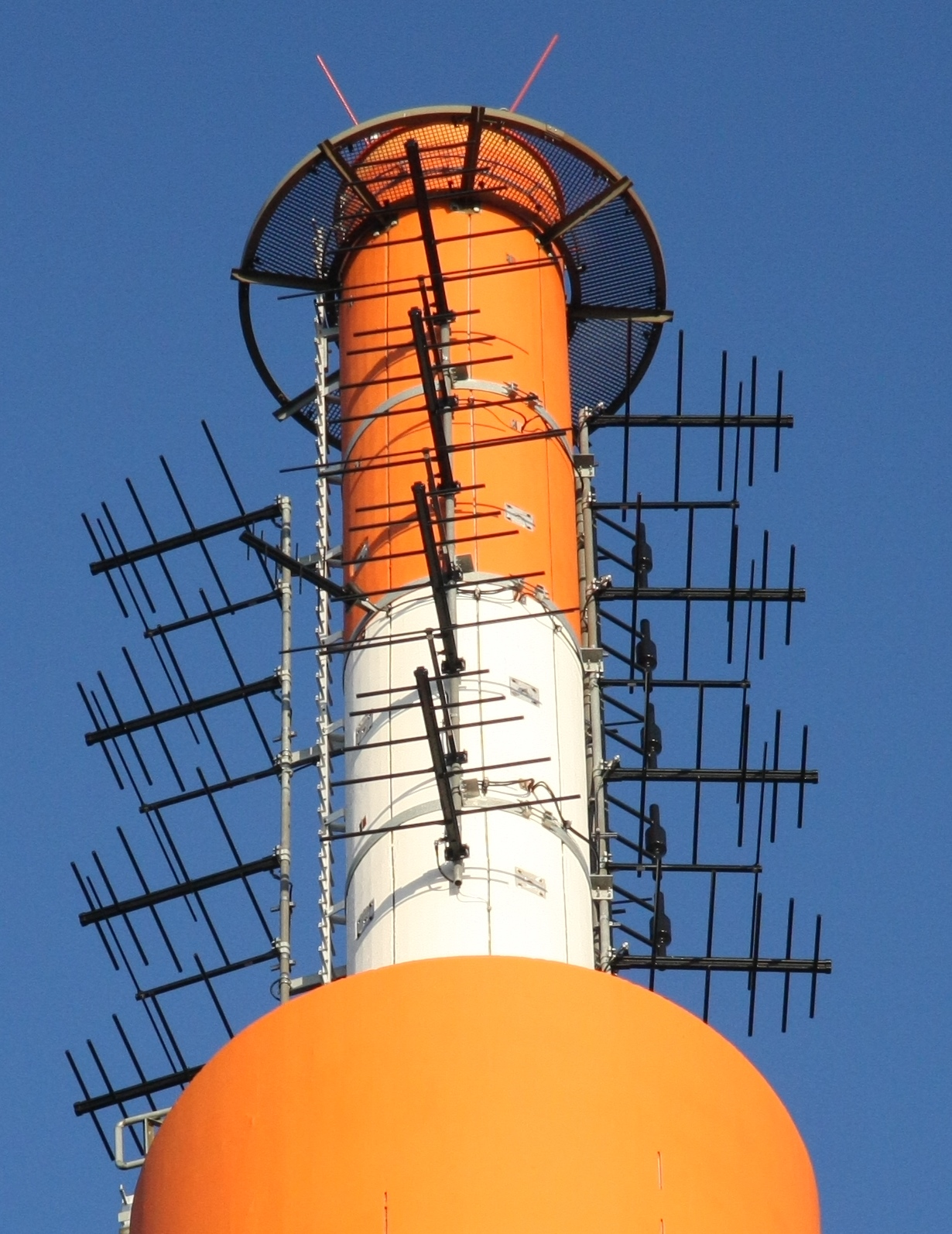
Neue UKW-DAB-Kombiantenne

## Ehemalige Frequenzen

### Fernsehen (PAL)
Vor der Umstellung auf DVB-T diente der Sendestandort weiterhin für analoges Fernsehen.
| Kanal | Frequenz (MHz) | Programm                        | ERP (kW) | Sendediagramm rund (ND)/ gerichtet (D) | Polarisation horizontal (H)/ vertikal (V) |
| ----- | -------------- | ------------------------------- | -------- | -------------------------------------- | ----------------------------------------- |
| 40    | 623,25         | Das Erste (SWR)                 | 0,01     | D                                      | V                                         |
| 54    | 735,25         | ZDF                             | 0,01     | D                                      | V                                         |
| 57    | 759,25         | SWR Fernsehen Baden-Württemberg | 0,01     | D                                      | V                                         |